# Taktilni senzor
Taktilni senzor je uređaj koji meri informacije koje proizilaze iz fizičke interakcije sa okolinom. Taktilni senzori su generalno modelovani prema biološkom osećaju dodira kože koji je sposoban da detektuje stimuluse koji su rezultat mehaničke stimulacije, temperature i bola (iako osećaj bola nije uobičajen kod veštačkih taktilnih senzora). Taktilni senzori se koriste u robotici, računarskom hardveru i sigurnosnim sistemima. Uobičajena primena taktilnih senzora je u uređajima sa ekranom osetljivim na dodir na mobilnim telefonima i računarima.
Taktilni senzori mogu biti različitih tipova uključujući piezorezistivne, piezoelektrične, optičke, kapacitivne i elastorezivne senzore. Taktilni senzori takođe dolaze u obliku filmova za indikaciju pritiska koji otkrivaju raspodelu pritiska i magnitudu između dodirnih površina na osnovu trenutne i trajne promene boje. Ovi filmovi za indikaciju pritiska su senzori za jednokratnu upotrebu koji hvataju maksimalni pritisak kojem su bili izloženi. Filmovi koji indiciraju pritisak aktiviraju se hemijskom reakcijom i predstavljaju neelektronske senzore.

## Upotrebe
Taktilni senzori se pojavljuju u svakodnevnom životu kao što su dugmad lifta i lampe koje se zatamnjuju ili postaju svetlije dodirom baze. Postoji i bezbroj drugih aplikacija za taktilne senzore kojih većina ljudi nije ni svesna.
Senzori koji mere veoma male promene moraju imati veoma visoku osetljivost. Senzori moraju biti dizajnirani tako da imaju mali uticaj na ono što se meri; smanjenje senzora često poboljšava ovaj aspekat i može doneti druge prednosti. Taktilni senzori se mogu koristiti za testiranje performansi mnogih oblika aplikacija. Na primer, ovi senzori su korišćeni u proizvodnji automobila (kočnice, kvačila, zaptivke na vratima, dihtunzi), laminacija baterija, vijčani spojevi, gorivne ćelije itd.
Taktilna slika, kao medicinski modalitet snimanja, prevođenje čula dodira u digitalnu sliku zasniva se na taktilnim senzorima. Taktilno snimanje blisko imitira ručnu palpaciju, pošto sonda uređaja sa nizom senzora pritiska montiranim na njegovoj površini deluje slično ljudskim prstima tokom kliničkog pregleda, deformišući meko tkivo sondom i otkrivajući nastale promene u obrascu pritiska.
Robotima dizajniranim za interakciju sa objektima koji zahtevaju rukovanje koje uključuje preciznost, spretnost ili interakciju sa neobičnim objektima, potreban je senzorni aparat koji je funkcionalno ekvivalentan čovekovoj taktilnoj sposobnosti. Taktilni senzori su razvijeni za robotsku upotrebu sa robotima. Taktilni senzori mogu da dopune vizuelne sisteme dajući dodatne informacije kada robot počne da hvata predmet. U ovom trenutku vid više nije dovoljan, jer se mehanička svojstva objekta ne mogu odrediti samo vidom. Određivanje težine, teksture, krutosti, centra mase, koeficijenta trenja i toplotne provodljivosti zahteva interakciju objekta i neku vrstu taktilnog sensinga.
Nekoliko klasa taktilnih senzora se koristi u robotima različitih vrsta, za zadatke koji obuhvataju izbegavanje sudara i manipulaciju. Neke metode za istovremenu lokalizaciju i mapiranje zasnovane su na taktilnim senzorima.

## Spoljašnje veze
- Automation and Robotics
- Tactile/Touch and Resistive Based Sensors Архивирано на веб-сајту  (7. новембар 2009)
- „Sensor Technology – SynTouch, Inc.”. www.syntouchllc.com. 6. 10. 2020. Архивирано из оригинала 23. 08. 2013. г. Приступљено 28. 03. 2024.